# 16701 Volpe
16701 Volpe este o planetă minoră (asteroid), cu un diametru de 2,971 km, din centura de asteroizi. A fost descoperită pe 21 februarie 1995 la Observatorul Național Kitt Peak de Spacewatch. 
Obiectul prezintă o orbită caracterizată de o semiaxă mare de 2,3983347 UAi, o excentricitate de 0,14, o înclinație de 6,26731 ° în raport cu ecliptica.